# 能登銀行
株式会社能登銀行（のとぎんこう）は、かつて存在した日本の銀行。
本店は石川県鹿島郡七尾町字府中町13番地の2に存在した。株式会社北國銀行の前身行の1つである。

## 概要
1896年（明治29年）8月4日、室木能邇郎、番匠彌右衛門、大岡藤七、三室五兵衛、塩崎圓四郎、春成作左衛門、奥原喜助、佐々波佐兵衛、田村喜三次、山口成美、大森惣右衛門らにより株式会社能登銀行が創立される。
1934年（昭和9年）5月に、株式会社熊木銀行（本店：鹿島郡中島町）と合併し、新ためて株式会社能登銀行を設立。1936年（昭和11年）12月に、株式会社鳳至銀行（本店：鳳至郡穴水町）を買収し、支店網を能登地方の全域へ拡大した。
1938年（昭和13年）9月10日、株式会社田鶴浜銀行（本店：鹿島郡和倉町）、株式会社宇出津銀行（本店：鳳至郡宇出津町）、株式会社能登銀行（本店：鹿島郡七尾町）、株式会社能登部銀行（本店：鹿島郡能登部町）、株式会社能州銀行（本店：鹿島郡和倉町）、株式会社穴水銀行（本店：鳳至郡穴水町）、株式会社七尾商工銀行（本店：鹿島郡七尾町）の7行が合併し、株式会社能和銀行発足。

## 沿革
- 1896年（明治29年）9月10日 - 能登銀行設立。資本金7万円[1]。本店を鹿島郡七尾町字府中町68番地に置く。
- 1900年（明治33年）1月14日 - 資本金を20万円に増額[1]。
- 1901年（明治34年）2月8日 - 小木出張所設置[2][3]。
- 1902年（明治35年）4月1日 - 本店を鹿島郡七尾町字府中町13番地の2へ移転[4]。
- 1902年（明治35年）7月11日 - 小木出張所を小木支店に昇格[5]。
- 1902年（明治35年）7月14日 - 富来支店設置[1]。
- 1909年（明治42年）1月16日 - 資本金を30万円に増額[1]。
- 1911年（明治44年）7月1日 - 飯田支店設置[6][7]。
- 1912年（明治45年）5月6日 - 小木支店移転[2][8]。
- 1913年（大正2年）1月19日 - 資本金を60万円に増額[9]。
- 1914年（大正3年）3月7日 - 志雄支店設置[10]。
- 1914年（大正3年）5月16日 - 小木支店移転[2][11]。
- 1915年（大正4年）9月28日 - 飯田支店移転[12]。
- 1916年（大正5年）9月16日 - 高浜支店設置[13][14]。
- 1917年（大正6年）4月6日 - 剣地支店設置[15]。
- 1920年（大正9年）1月22日 - 資本金を200万円に増額[16]。
- 1920年（大正9年）3月16日 - 飯田支店移転[17]。
- 1928年（昭和3年）4月 - 飯田支店正院出張所廃止[18]。
- 1928年（昭和3年）6月1日 - 飯田支店移転。飯田支店鵜島出張所廃止[18][19]。
- 1929年（昭和4年）2月18日 - 室木能邇郎頭取死去[20]。
- 1929年（昭和4年）3月7日 - 西野勇喜智頭取就任[20]。
- 1934年（昭和9年）5月1日 - 能登銀行と熊木銀行が合併し、新たに能登銀行を設立。資本金217万5000円。旧熊木銀行本店、熊野支店にそれぞれ中島支店、熊野出張所を設置[21]。
- 1935年（昭和10年）4月30日 - 熊野出張所を廃止[22]。
- 1935年（昭和10年）8月1日 - 志雄支店、高浜支店をそれぞれ移転。
- 1936年（昭和11年）12月28日 - 株式会社鳳至銀行を買収。旧鳳至銀行の本店、支店、出張所を継承し、新たに8支店（穴水、輪島、宇出津、鵜川、町野、門前、松波、大谷）と4出張所（蛸島、宝立、皆月、柳田）を設置[23]。
- 1937年（昭和12年）7月10日 - 小木支店、穴水支店、門前支店をそれぞれ移転[24]。
- 1937年（昭和12年）10月18日 - 富来支店移転[25]。
- 1938年（昭和13年）9月10日 - 能登地区7銀行の合併による能和銀行設立に伴い解散。

## 店舗
解散当時存在した店舗のうち、本店、大谷支店、松波支店、小木支店、剣地支店、中島支店、志雄支店、高浜支店、富来支店、和倉出張所、蛸島出張所、柳田出張所、皆月出張所、今浜出張所、西海出張所はそれぞれ、能和銀行本店、大谷支店、松波支店、小木支店、剣地支店、中島支店、志雄支店、高浜支店、富来支店、和倉出張所、蛸島出張所、柳田出張所、皆月出張所、今浜出張所、西海出張所として継承された。これらの店舗の多くは、1943年発足の北國銀行にも継承され、現在も存続している支店もいくつかある。 
- 本店 - 鹿島郡七尾町字府中町13番地の2

### 珠洲郡
- 小木支店 - 珠洲郡小木町字小木13字46番地（新町山下小一宅[2]）
  - 1912年5月6日まで、珠洲郡小木村字小木13字46番地（新町山下政次宅[2]）
  - 1914年5月16日まで、珠洲郡小木村字小木13字27番甲地（新町黒川初太郎宅[2]）
  - 1937年7月10日まで、珠洲郡小木村字小木13字36番の1地（下浜町芳野平太郎宅[2]）
- 飯田支店 - 珠洲郡飯田町15部78番地
  - 1915年9月28日まで、珠洲郡飯田町15部14番地
  - 1920年3月16日まで、珠洲郡飯田町15部48番地
  - 1928年6月1日まで、珠洲郡飯田町15部44番地
  - 蛸島出張所 - 珠洲郡蛸島村（旧鳳至銀行飯田支店蛸島出張所）
  - 宝立出張所 - 珠洲郡宝立村（旧鳳至銀行飯田支店宝立出張所）
- 松波支店 - 珠洲郡木郎村字松波10字3番甲地（旧鳳至銀行松波支店、現・北國銀行松波支店）
- 大谷支店 - 珠洲郡西海村字大谷5字24番地（旧鳳至銀行大谷支店）

### 鳳至郡
- 剣地支店 - 鳳至郡剣地村字剣地レの137番地
- 穴水支店 - 鳳至郡穴水町字川島イ20番地
  - 1937年7月10日まで、鳳至郡穴水町字大町二の9番甲1号地（旧鳳至銀行本店）
- 輪島支店 - 鳳至郡輪島町字鳳至上町123番地（旧鳳至銀行輪島支店）
- 宇出津支店 - 鳳至郡宇出津町字宇出津ウ47番地甲（旧鳳至銀行宇出津支店）
- 鵜川支店 - 鳳至郡鵜川村字鵜川19字60番地（旧鳳至銀行鵜川支店）
- 町野支店 - 鳳至郡町野町字粟蔵ニ部74の5番地（旧鳳至銀行町野支店）
  - 柳田出張所 - 鳳至郡柳田村（旧鳳至銀行柳田支店）
- 門前支店 - 鳳至郡門前町字門前1973番地
  - 1937年7月10日まで、鳳至郡門前町字走出2の41番地（旧鳳至銀行櫛比支店）
  - 皆月出張所 - 鳳至郡七浦村字皆月ロ18番地（旧鳳至銀行七浦支店）

### 鹿島郡
- 本店直轄
  - 和倉出張所 - 鹿島郡和倉町ヨ部5番丙地

- 中島支店 - 鹿島郡中島村字4部31番地甲（旧熊木銀行本店、現・北國銀行中島支店）

### 羽咋郡
- 富来支店 - 羽咋郡富来町字地頭町8の176番地の甲（現・北國銀行富来支店）
  - 1937年10月18日まで、羽咋郡富来町字領家町2の69番地1号
  - 西海出張所 - 羽咋郡西海村字風無トの部99番地

- 志雄支店 - 羽咋郡志雄町字子浦レの222番甲地
  - 1935年8月1日まで、羽咋郡志雄町字子浦レの182番地
  - 今浜出張所 - 羽咋郡末森村字今浜ヨ部66番地
- 高浜支店 - 羽咋郡高浜町字高浜二の2番地
  - 1935年8月1日まで、羽咋郡高浜町字高浜二の3番地

### 廃止
- 飯田支店
  - 正院出張所 - 珠洲郡正院村字正院20の28番地
  - 鵜島出張所 - 珠洲郡宝立村字鵜島21の34番地
- 熊野出張所 - 羽咋郡熊野村（旧熊木銀行熊野支店）